# International Harvester D-Series
Серия D представляла собой линейку легких, средних и тяжелых грузовиков, представленных в 1937 году. Они имели округлую форму и новую кабину с V-образным ветровым стеклом, состоящим из двух частей. Также были доступны модели с кабиной над двигателем. Были доступны все типы кузовов, включая полуприцепы. Серия D была заменена серией K в 1940 году.